# La Grande (fiume)
Il La Grande Rivière è un fiume canadese della provincia del Québec, ha una lunghezza di circa 900 chilometri. Nasce dal lago Lac Nichicun non lontano da Nitchequon e sfocia nella Baia di James. È il secondo fiume più grande del Québec, sorpassato unicamente dal San Lorenzo.
Originariamente, il fiume La Grande drenava un’area di 97 400 chilometri quadrati ed aveva una portata media di 1690 m³/s. Nel 1980, quando in seguito allo sviluppo idroelettrico i fiumi Eastmain e Caniapiscau furono deviati all’interno del La Grande, il bacino idrografico di quest’ultimo aumentò di circa 175 000 chilometri quadrati e la sua portata di più di 3400 m³/s. Nel Novembre del 2009, anche il fiume Rupert fu parzialmente deviato all’interno del La Grande, aggiungendo 31 430 ulteriori chilometri quadri al bacino.